# Gregorio Álvarez
Gregorio Conrado Álvarez (ur. 26 listopada 1925 w Montevideo, zm. 28  grudnia 2016) – urugwajski prezydent, generał i dyktator. Jako prezydent Urugwaju służył de facto od 1981 do 1985 roku.

## Życiorys
Álvarez przystąpił do urugwajskiej akademii wojskowej w 1940 roku. Był szefem policji konnej w Montevideo w 1962 roku. W 1971 roku został awansowany do stopnia generała. Podobno używał informacji uzyskanych od schwytanych partyzantów do rozprawienia się z korupcją w administracji prezydenta Juana Bordaberry’ego.
Álvarez został prezydentem, ponieważ urugwajska organizacja Consejo de Seguridad Nacjonal została przez niego zmuszona, aby go tak nazwać. Prezydent przez kilka lat krwawo tłumił protesty przeciwko niemu. W końcu, w 1984 roku zgodził się przeprowadzić wybory, które przegrał, a następnie podał się do dymisji. W grudniu 2007 roku Álvarez został oskarżony o rzekome łamanie praw człowieka podczas dyktatury, w której odegrał znaczącą rolę. W dniu 22 października 2009 roku został uznany winnym i skazany na 25 lat więzienia za 37 morderstw i łamanie praw człowieka, jednak nie był w sądzie, aby usłyszeć werdykt, ponieważ był chory.